# Claude Drigon
Claude Drigon (né à Dijon le 9 janvier 1796 et mort en septembre 1879 à Fiesole) est un héraldiste français. Il fut créé en 1845 marquis de Magny (titre romain).

## Biographie
Claude Pierre Alexis, adopté à sa naissance par son père comme fils de Jeanne Chambrette et reconnu 10 ans plus tard. Lors de son conseil de revision en 1816 déclaré né de Elisabeth Ormancin, fils de veuve, commis voyageur , propre pour le service .
Après avoir été employé pendant un certain temps aux Postes sous l'empire, il démissionne en 1815, puis se fait réintégrer en 1830, en 1833 il est directeur comptable du département de Maine-et-Loire à Angers , à partir de 1837 il se consacre à l'étude de l'héraldique et de la généalogie. Son travail fut récompensé par le pape Grégoire XVI qui lui conféra un titre de marquis. Il a fondé le collège français de l'héraldique, et a écrit plusieurs ouvrages sur la généalogie et l'héraldique, dont les plus importants sont les Archives nobiliaires Universelles (1843) et le Livre d'or de la noblesse de France en 5 tomes (1844-1852).
Le marquis de Magny qui résidait habituellement à Florence, entretenait des relations privilégiées notamment avec les papes Grégoire XVI et Pie IX, mais encore avec la plupart des souverains des états d'Allemagne et de la Péninsule italienne : il fut inscrit, avec son titre de Marchese di Magny d'Ostiano, au Patriciat de la République de San Marino le 4 décembre 1869. Ses deux fils, Édouard et Achille Ludovic de Magny, ont aussi écrit plusieurs ouvrages sur l'héraldique.

## Critique
Plusieurs auteurs contestent la fiabilité des publications généalogiques du « tristement fameux » Claude Drigon de Magny, qu'ils accusent de s'être laissé aller « à toutes les fantaisies de son imagination. » Ainsi, Jean de Bonnefon estime que Magny et ses successeurs « savonnèrent plus de vilains que n'anoblirent jamais tous les rois Capétiens, Valois et Bourbons réunis » (La Ménagerie du Vatican, 1906).